# María Luisa Garayzábal Medley
María Luisa Garayzábal Medley (2 de agosto de 1910, Las Palmas de Gran Canaria) es una científica española. Es considerada una de las pioneras españolas en el ámbito de las ciencias.
Hija de Luis Garayzábal, ingeniero, y María Luisa Medley. Estudió bachillerato en el instituto de Oviedo en donde obtuvo el título el 30 de abril de 1929. Posteriormente, estudió Químicas en Santiago de Compostela, donde se licenció en el curso 1928-1929, en Oviedo (1929-31) y en Madrid (1931-1936). Desde 1930 fue socia de la Sociedad Española de Física y Química y entre 1934 y 1936 colaboró en la Sección de Química-Física del Instituto Nacional de Física y Química (INFQ), creado en 1932.